# Víctor Flores
Víctor Flores – ekwadorski zapaśnik walczący w obu stylach. Brązowy medalista igrzysk Ameryki Południowej w 1990, a także igrzysk boliwaryjskich w 1993. Trzeci i szósty na mistrzostwach Ameryki Płd. w 1990 roku.